# Феофанов, Евгений Иванович
Евгений Иванович Феофанов (29 апреля 1937, Москва — 29 марта 2000) — советский боксёр второй средней весовой категории, выступавший за сборную СССР во второй половине 1950-х — первой половине 1960-х годов. Бронзовый призёр летних Олимпийских игр в Риме, обладатель серебряной медали чемпионата Европы, неоднократный победитель и призёр национальных первенств. Мастер спорта СССР (1956). Заслуженный мастер спорта.

## Биография
Родился 22 апреля 1937 года в Москве.
Впервые заявил о себе на I летней Спартакиаде народов СССР в августе 1956 года, заняв здесь третье место, тогда же дебютировал на взрослом чемпионате СССР и сразу же выиграл бронзу, год спустя повторил это достижение. В 1958 году был близок к золотой медали, но в финале проиграл Геннадию Шаткову, в следующем сезоне боролся за верхнюю ступень пьедестала с Валерий Попенченко и вновь в финальном матче оказался проигравшим. Тем не менее, в 1960 году Феофанов всё-таки стал чемпионом национального первенства, одержав верх над всеми своими соперниками. Представлял общество «Трудовые резервы».
Благодаря череде удачных выступлений удостоился права защищать честь страны на летних Олимпийских играх в Риме, в итоге завоевал здесь бронзовую медаль, проиграв польскому боксёру Тадеушу Валасеку. В 1961 году Феофанов участвовал в зачёте чемпионата Европы в югославском Белграде, в финале судьба вновь свела его с Валасеком, и он вновь уступил ему — вынужден был довольствоваться серебряной наградой.
После завершения карьеры спортсмена стал тренером, работал в нескольких детско-спортивных школах, в частности в ДСО «Юность России». Кроме того, именем Феофанова назван молодёжный боксёрский клуб в Москве, где он долгое время занимал должность президента. В 1997 году получил звание «Заслуженный мастер спорта России».
Скончался 29 марта 2000 года после продолжительной болезни.
Погребён на Преображенском кладбище в Москве.

## Награды
- Медаль «За трудовое отличие» (16.09.1960) — за успешные выступления в XVII летних и VIII зимних Олимпийских играх 1960 года, а также за выдающиеся спортивные достижения[3]

## Фильмография
- 1961 — Личное первенство — Вагрин, боксёр